# Jewgienij Władimirow
Jewgienij Władimirow, ros. Евгений Владимиров (ur. 20 stycznia 1957) – kazachski szachista i trener szachowy (FIDE Senior Trainer od 2004), arcymistrz od 1989 roku.

## Kariera szachowa
Pierwsze znaczące sukcesy zaczął odnosić w połowie lat 70. XX wieku. W roku 1975 zwyciężył (wraz z Draganem Barlovem) w międzynarodowym turnieju w Hallsbergu. W 1977 zdobył w Groningen tytuł wicemistrza Europy juniorów do lat 20. W 1981 zdobył wraz z zespołem ZSRR złoty medal drużynowych mistrzostw świata do lat 26, rozegranych w Grazu. Rok później podzielił II miejsce w Erywaniu, w 1986 zajął III miejsce memoriale Jose Raula Capablanki w Hawanie, w 1987 zwyciężył w Taszkencie, natomiast w 1988 zdobył w Biszkeku tytuł mistrza Armii Czerwonej. W 1989 zwyciężył w Ałma-Acie oraz podzielił II miejsce w turnieju eliminacyjnym organizacji GMA w Moskwie. W kolejnych latach zwyciężył bądź podzielił I miejsca m.in. w Gausdal (1990), Salamancy (1991), León (1991) oraz w Hajdarabadzie (2000). W 2001 podzielił III miejsce w otwartym turnieju w Kalkucie, w 2003 podzielił II miejsce w mistrzostwach Wspólnoty Narodów w Bombaju oraz zwyciężył (wraz z Pawłem Kocurem) w turnieju strefowym (eliminacji mistrzostw świata) w Pawłodarze. W 2004 podzielił II miejsca w Dubaju oraz w Pune.
W latach 80. XX wieku był współpracownikiem Garriego Kasparowa. W roku 1986 w trakcie meczu o mistrzostwo świata Kasparowa z Anatolijem Karpowem, po serii trzech porażek z rzędu został przez niego posądzony o zdradzenie przeciwnikowi tajników swojego debiutowego przygotowania i usunięty z zespołu.
W latach 1993 i 1999 dwukrotnie reprezentował Kazachstan (w obu przypadkach na I szachownicy) w drużynowych mistrzostwach Azji, zdobywając wraz z drużyną dwa medale: złoty (Kuala Lumpur, 1993) i srebrny (Shenyang, 1999). W roku 2000 wystąpił również na szachowej olimpiadzie w Stambule.
Dwukrotnie uczestniczył w rozgrywanych systemem pucharowym turniejach o mistrzostwo świata: w roku 2000 w pierwszych dwóch rundach wyeliminował Dibyendu Baruę i Zoltana Almasiego, natomiast w trzeciej przegrał z Aleksandrem Morozewiczem, zaś w 2004 udział w mistrzostwach zakończył w I rundzie, ulegając Ni Hua.
Najwyższy ranking w dotychczasowej karierze osiągnął 1 lipca 2004 r., z wynikiem 2628 punktów zajmował wówczas 71. miejsce na światowej liście FIDE.